# La López Pereyra
La López Pereyra es una zamba. Informalmente considerada como el himno de Salta,  integra el repertorio tradicional de la música folclórica de Argentina. Es una de las obras populares más antiguas de las que se tenga registro musical; su música fue compuesta en 1901 por el músico salteño Artidorio Cresseri (1862-1950), mientras que la autoría de su letra ha sido atribuido a varias personas.

## Origen de la canción y evolución posterior
Artidorio Cresseri dedicó esta canción al abogado, periodista y juez salteño Carlos López Pereyra (1875–1929). El músico Juan Carlos Carrivali narra el origen del nombre de la canción de la siguiente manera:
...fue un 25 de abril, en una noche propicia, lejana e inolvidable en el solar donde funcionaba el Hotel Salteño -luego Hotel París- donde se realizaban las famosas tertulias musicales a las que concurrían destacados vecinos, artistas, magistrados y militares; en que, sentado al piano, surgió de Artidorio Cresseri la amable idea de festejar a su amigo íntimo, el Juez de Instrucción de la provincia de Salta, Doctor Carlos López Pereyra (1875-1929), apasionado sostenedor de las manifestaciones artísticas y vernáculas, que cumplía años. En plena reunión, alzados los ánimos, López Pereyra pidió a Cresseri ejecutara esa chilena que tanto le agradaba. Fue entonces cuando, tocado también por la emoción, le dedicó su composición que bautizara en su homenaje, con el título original: `Chilena dedicada al Doctor Carlos López Pereyra´. Evidentemente, la calidad de la persona que motivó el homenaje y sobre todo el carácter público del mismo, dieron al hecho de la dedicatoria y bautizo de la zamba, una notoriedad que resulta obvio puntualizar.
La canción fue registrada legalmente por el músico santiagueño Andrés Chazarreta, gran compilador de música popular del norte argentino. Luego de la muerte de Cresseri en la indigencia, varios artistas salteños impulsaron a los descendientes del autor a iniciar un juicio contra Chazarreta, para que se reconocieran los derechos de Cresseri como autor de la música. En 1978 la justicia falló a favor de Artidorio Cresseri, reconociéndole el 50% de los derechos de autor.
El tema también está registrado en SADAIC con los títulos López Pereyra y Llorar llorar. Inicialmente, la canción fue titulada como Cafayate y luego como Chilena dedicada al doctor Carlos López Pereyra. También ha sido conocida como La chayateña.

## Música

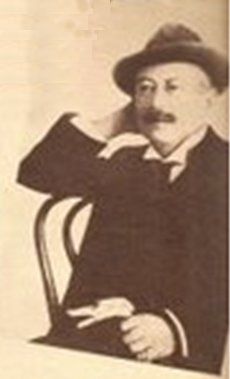
El salteño Artidorio Cresseri (1862-1950), autor de la música.

La música de La López Pereyra es obra de Artidorio Cresseri, en la primera década del siglo XX, probablemente en 1901.
Tiene la particularidad de no tener estribillo, una característica de la zamba "antigua"; con posterioridad la zamba se compondría por regla general con dos partes (primera y segunda), cada una de ellas con dos estrofas y un estribillo. Los estudiosos también han discutido su ritmo, definido inicialmente por el autor como una "chilena", sosteniendo que el mismo es más rápido que una zamba clásica y más cercano a una cueca.
Esta canción es una "zamacueca" antecesora de la zamba , por lo cual tiene un solo tema, considerado como A . Las zambas tradicionales tienen dos temas A y B (B es el estribillo)

## Letra
Generalmente se admite que la letra fue compuesta posteriormente a la popularización de la música. No existe plena certeza sobre la autoría de la letra de la canción. Los investigadores coinciden en general en que la misma es obra de varios autores, pero discrepan al momento de establecer la autoría de cada uno. Entre los escritores de la letra han sido mencionados Juan Francia, René Ruiz, Arturo Gambolini, José Gambolini, Artidorio Cresseri y el propio Carlos López Pereyra.
La mayoría de los estudiosos coinciden en reconocer al uruguayo Juan Francia como el principal autor de la letra, al menos de las tres primeras estrofas.

## Versiones
La López Pereyra fue difundida por el santiagueño Andrés Chazarreta, a partir de la década de 1920. Con posterioridad, los grupos salteños Los Chalchaleros y Los Fronterizos incluyeron la canción como una de las principales de su repertorio, ligada a la reivindicación de Cresseri, como autor de la misma, y en consecuencia de su pertenencia al patrimonio cultural de Salta.
Fue Grabada también por Los Nocheros

### Para ver y oír
- "La López Pereyra", Los Fronterizos y Maguey,  Teatro Apolo, Almería, agosto de 2006, YouTube.

- Datos: Q5964137